# Militair Teken van Verdienste

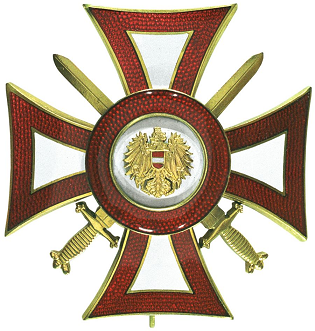
Militair Teken van Verdienste

Het Oostenrijks Militair Teken van Verdienste (Duits: Militärverdienstzeichen) werd in 1989 ingesteld als onderscheiding voor de Oostenrijkse strijdkrachten.
Het insigne is een verguld zilveren "steckkreuz" dat op de linkerborst wordt gedragen. Het kruis is 6 centimeter hoog en breed en in de kleuren rood en wit geëmailleerd. In het midden is de Oostenrijkse adelaar op een gouden medaillon afgebeeld. Het kruis heeft geen opschrift.
Tussen de armen zijn twee ontblote gekruiste geheel gouden zwaarden geplaatst. Op de keerzijde staat het woord "VERDIENST" op een wit medaillon.
Het kruis lijkt sterk op een eerdere Oostenrijks-Hongaarse onderscheiding; het Kruis voor Militaire Verdienste.

## Voetnoten
1. ↑  (Verordnung des BM für Landesverteidigung v. 13. November 1989, BGBL. 551)

Het Ereteken voor Verdienste voor de Republiek Oostenrijk · Het Ereteken van het Rode Kruis · Het Oostenrijkse Ereteken voor Kunst en Wetenschap De Orde van Verdienste · Het Militaire Kruis van Verdienste · Het Ereteken van Verdienste voor de Republiek Oostenrijk · Het Oostenrijkse Ereteken voor Wetenschap en Kunst · Het Oostenrijkse Erekruis voor Wetenschap en Kunst · De Orde van Verdienste voor het Rode Kruis Het Ereteken voor de Bevrijding · Het Militair Teken van Verdienste
Zie ook: Ridderorden in Oostenrijk